# Улянівка (Уманський район)
Уля́нівка — село в Україні, у Буцькій селищній громаді Уманського району Черкаської області. Розташоване за 25 км на північний схід від селища Маньківка. Населення становить 162 особи (станом на 2001 р.).

## Історія
Хутір Улянівка вперше згадується після 1900 року і його назва походить від першої поселенки вдови Уляни, яка з дітьми  спорудила першу хату. Невдовзі тут почали селитися й інші переселенці.
У 1906 році на хуторі спалахнула епідемія чуми, багато людей вимерло, а інші, рятуючись від хвороби, залишивши домівки, переселилися до Багви. У 1922 році, коли лихо відступило, з Багви до Улянівки повернулись колишні мешканці.
У 1947 році село електрифіковане, а з 1955 радіофіковане. У 1960 році побудована нова початкова школа, наступного року — клуб, де було виділене місце для бібліотеки. У 1967 році побудований продовольчий магазин.

## Відомі люди
За досягнення в роботі нагороджено урядовими нагородами сільчан: А. П. Пастушенка, Д. Л. Гуртовенка, А. П. Вузівського, П. М. Гендза, Я. Д. Клименка, Л. М. Клименка, М. С. Залізного, М. О. Попика.